# 베냉의 국기

베냉의 국기 비율 2:3

베냉의 국기는 1959년에 처음 제정되었으며, 사회주의 정권이 들어선 1975년에 잠시 폐기되었다가 사회주의 정권이 끝난 1990년 8월 1일에 다시 국기로 제정되었다.
이전 사회주의 시절 국기는 카다피 정권시절의 리비아 국기와 비슷해보이나 왼쪽 끝에 사회주의를 상징하는 붉은 별이 그려졌기 때문에 구분을 할 수 있었다.  
초록색은 희망을, 노란색은 풍부함을, 빨간색은 용기를 의미한다. 국기의 색상인 초록색, 노란색, 빨간색은 에티오피아의 국기와 가나의 국기에서 유래된 범아프리카색이다. 

## 색상
| 색상 | 초록               | 노랑                 | 빨강                |
| ---- | ------------------ | -------------------- | ------------------- |
| RGB  | 0–135–81 (#008751) | 252–209–22 (#FCD116) | 232–17–45 (#E8112D) |

## 과거의 기

다호메이 왕국의 국기 (1600년경-1904년)
다호메이 왕국의 국기 (1889년)
베냉 인민 공화국의 국기 (1975년-1990년)

## 같이 보기
- 베냉의 국장
- 범아프리카색